# Vasstjärnen (Los socken, Hälsingland)
Vasstjärnen är en sjö i Ljusdals kommun i Hälsingland och ingår i Ljusnans huvudavrinningsområde.